# Нєгош Михайло Петрович

Михайло Петрович Негош (серб. Михаило Петровић Његош), принц Чорногорії (14 вересня 1908,Цетинє, Князівство Чорногорія — 24 березня 1986, Париж). Був сином Мірко, Принца Чорногорії, Гранд Воєводини, Грахова і Зети, і Наталії Костянтинович, яка була кузиною сербського короля Олександра І Обреновича. Михайло був претендентом на престол Чорногорії, тримаючи титул великого князя Гранд Воєводи Грахова і Зети, який він отримав у спадок від свого батька. Його дідом був князь Чорногорії Нікола І Петрович.
Він визнав та вітав об'єднання Чорногорії з Сербією, проте відмовився від престолу. Під час Другої світової війни перебував у німецькому полоні після відмови сісти на трон у відновленій Чоргогорії, що була маріонетковою державою країн Осі. В той період, коли при владі були комуністи, був активним членом революційної організації сербської діаспори та як дипломат боровся проти диктатури маршала Тіто.
Був членом Королівської Ради короля Югославії Петра II.

## Ранні роки життя
Михайло народився в Цетинє, Князівство Чорногорія в 1908 році, був сином Мірко, принца Чорногорії, Гранд Воєводи Грахова і Зети, і Наталії Костянтинович. Нікола, батько Мірко, був зацікавлений у такому шлюбі, так як через цей союз розраховував посадити свого сина Мірко на сербський престол. Спочатку шлюб був щасливим.
В сім'ї окрім Михайла було ще четверо синів: Станіслав  і Стефан, які померли від туберкульозу в 1908 році та Павло і Еммануель, які померли у більш дорослому віці, але нащадків по собі не залишили.

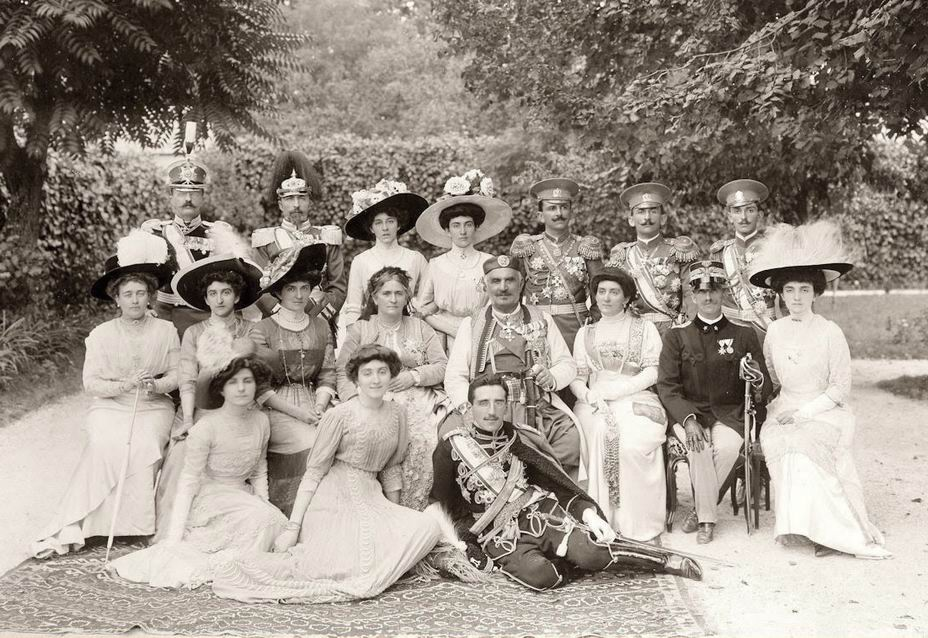
Сім'я Негош Петровичів в день проголошення Чорногорії королівством 15 (28) серпня 1910 року.

У 1916 році Королівство Чорногорія капітулювала, тому що вона була завойована Австро-Угорською імперією під час Першої світової війни. Король Нікола вирушив у вигнання разом зі своєю родиною до Італії. Михайло був дуже близький зі своєю тіткою Оленою, італійською королевою, дружиною короля Віктора Еммануїла III. Шлюб Мірко і Наталії розпався, коли Мірко розпустив слух про те, що його дружина їздить в Італію до свого коханця, короля Віктора Еммануїла. Коли про це дізнався батько Мірко, король Нікола І, то посадив принца під домашній арешт, щоб не псувати відносин з Італією. Після цього Наталя Костянтинович переїхала в Париж до батьків. У 1917 році вони остаточно розлучилися. Мірко помер наступного року у Відні. 

Михайло почав здобувати свою початкову освіту в Неаполі, де вчився в школі-інтернаті, а потім його було відправлено у Велику Британію до матері, де він навчався у початковій школі в Істбурні. Після Першої світової війни, Михайло з матір'ю поїхав до Франції, де він успішно закінчив університет.

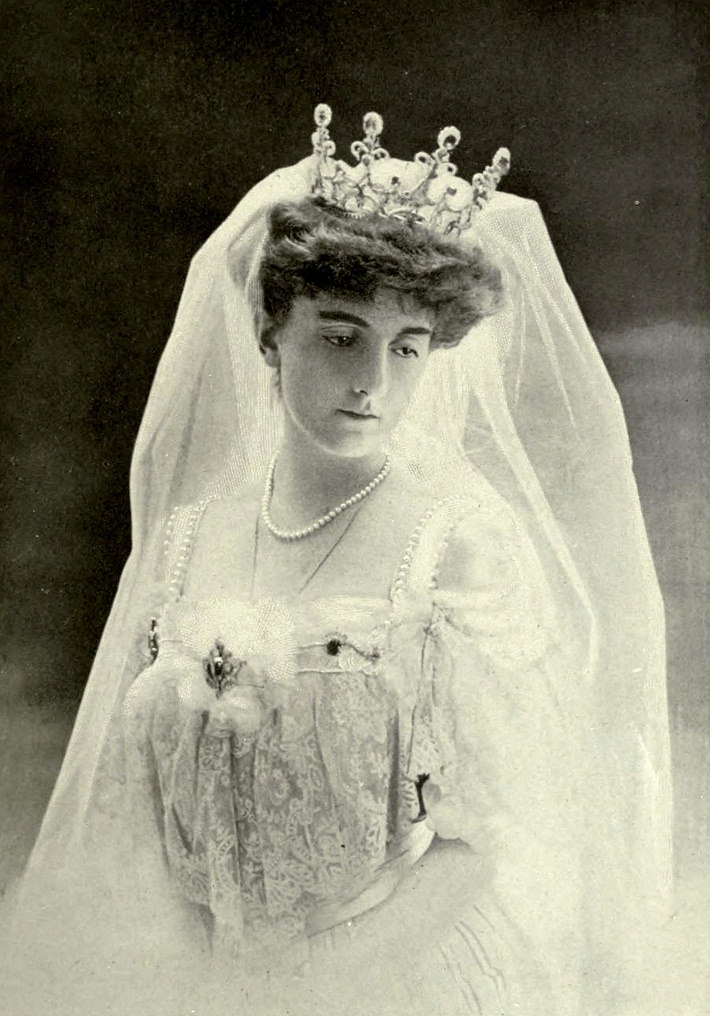
Наталія Костянтинович, мати Михайла.

## Престолонаслідник
Після того як його дід Нікола І помер в 1921 році, престол успадкував Данило II, наслідний принц Королівства Чорногорії. Тим не менш, Данило II несподівано зрікся престолу і за кілька днів, його племінник молодий Михайло Петрович (який змінив його на посту претендента) «царював», як король Михайло I, під керівництвом регента Анто Гвоздєвіча (серб. Анто Гвозденовић, 1854—1935). на той момент йому виповнилося 13 років. 14 вересня 1929 регентство Анто Гвоздєвіча закінчується, і Міхай відмовляється від династичного права на чорногорський престол і заявляє про свою лояльність Королівству Югославії. На знак подяки король Югославії, Олександр І, призначив сім'ї Михайла пенсію з Цивільного Листа (частини державного бюджету в монархіях, котра надається в особисте користування монарха, для потреб його та його дому).
В той час, Королем Югославії був двоюрідний брат Михайла, Олександр І. На початку 30-х років XX-го століття фашистська Італія на чолі з Беніто Муссоліні запропонувала Михайлу трон короля Албанії, з тим щоб чинити тиск на Югославію і шукати перегляду кордонів. Але Принц Михайло відмовився від престолу і від чину албанського короля. Принц Михайло був великим прихильником Югославії та політики, яку здійснював його двоюрідний брат. 27 січня 1941 дружиною Михайла стала Женев'єва Негош Петрович.

## Часи Другої світової війни
У 1941 році, після капітуляції Франції, князь Михайло і його дружина були заарештовані німецькою окупаційною владою. Михайла Петрович разом з дружиною та співробітниками югославського посольства в Парижі німці переводять у табір для інтернованих поблизу Боденського озера, неподалеку від Франкфурта. Чорногорія була передана Італії. Міністр закордонних справ Італії Галеаццо Чіано хотів втілити в життя свою політику створення васальних держав. У Чорногорії він хотів відновити королівський дім Негош Петровичів, під егідою італійської королівської Савойської династії і відновлення Чорногорії, як незалежної держави. Галеаццо Чіано і Йоахім фон Ріббентроп прибули туди, аби запропонувати Михайлові престол нового незалежного королівства Чорногорії, але під італійським та німецьким протекторатом і керівництвом. Він відкинув цю пропозицію, через що залишався полоненим у Німеччині разом з родиною до тих пір, коли його тітка, королева Італії Єлена Чорногорська, сприяла їхньому звільненню в 1943 році. після цього вони повернулися до Франції, але тільки для того, аби бути заарештованими німецькою владою та переправленими до табору для інтернованих в замку Єрежі на території окупованої Чехословаччини. Саме тут у 1944 році в подружжя народився син — Нікола.

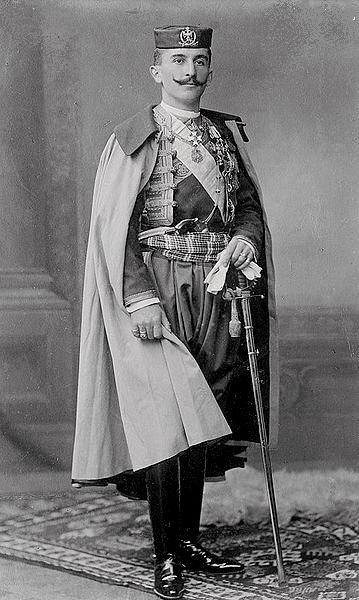
Мірко, батько Михайла.

## Часи комуністичного режиму
Наприкінці війни, Михайло його дружина і маленький син були звільнені. Вони повернулися до Франції, оселившись в Парижі. Незабаром після цього Михайло почав переговори з маршалом Тіто і відвідав соціалістичну Югославію. У 1947 році молода сім'я оселилася в Белграді і принц Михайло прийняв посаду голови протоколу в міністерстві закордонних справ. Принц Михайло зміг відвідати Чорногорію, яку він не відвідував з 1916 року, і зрозумів, що пам'ять про династію Негош-Петровичів ще жива серед людей. Зрештою, розчаровані в політиці Тіто, Михайло та його сім'я повернулися до Франції в червні 1948 року. З того моменту, Михайло Негош Петрович провів роки як активний політичний опонент комуністичного режиму. Він був членом революційного об'єднання сербів «Вітчизни визвольного руху», які були спрямовані на об'єднання сербської діаспори та дисидентів у спробі подолати югославських комуністів.

## Останні роки життя і смерть
Після свого розриву з урядом Югославії, пенсія, яку він отримував від Цивільного Листа була скасована. Незабаром після цього він і його дружина розлучилися, і Михайло залишився у вигнанні до самої своєї смерті в 1986 році. Принц Михайло похований на кладовищі Сербської Православної Церкви в Парижі.

## Шлюб і діти
Одружився з Женев'євою Прігент (4 грудня 1919, Сен-Бріє — 26 грудня 1990 року, Ланніон) в Парижі, 27 січня 1941. Вона була другою дочкою Франсуа Прігента (1883—1947), водія трамваю, який пізніше став приватним детективом (інші джерела стверджують, що він був хірургом у Сен-Бріє або Ланніоні), і його дружини Бланш Бітте (1883—1958). Михайло розлучився з Женев'євою Прігент 11 серпня 1949 в Парижі. Незабаром після цього, Женев'єва почала кар'єру логопеда в Требеурдені. У них був лише один син — Микола II Негош Петрович (нар. 7 липня 1944 р.)

## Праці
- Njegoš's Chapel on Lovćen — Serb Sacred Place (Serbian: Његошева Капела На Ловћену Српска Светиња)
- «From my Memoirs» (Serbian: Из мојих мемоара), The Serb National Defense, 1961, Winsor